# Chironomus insignis
Chironomus insignis är en tvåvingeart som först beskrevs av Christian Rudolph Wilhelm Wiedemann 1828.  Chironomus insignis ingår i släktet Chironomus och familjen fjädermyggor. Inga underarter finns listade i Catalogue of Life.